# The Lightning Warrior
The Lightning Warrior (bra: O Grande Guerreiro) é um cinesseriado estadunidense de 1931, gênero ação e Western, dirigido por Benjamin H. Kline e Armand Schaefer, em 12 capítulos, estrelado por Rin-Tin-Tin, Frankie Darro, Hayden Stevenson e George Brent. Foi produzido e distribuído pela Mascot Pictures, e veiculou nos cinemas estadunidenses a partir de 1 de dezembro de 1931.
Este foi o segundo seriado de Rin Tin Tin na Mascot, e na verdade o último seriado em que apareceu. Anteriormente, atuara em The Lone Defender (1930), também pela Mascot Pictures. A Mascot fez um terceiro seriado, The Adventures of Rex and Rinty, mas o Rin Tin Tin já não era o mesmo cão.

## Sinopse
Wolfman, um misterioso vilão mascarado, lidera uma revolta dos índios para expulsar colonos locais de suas terras. Wolfman mata o pai de Jimmy Carter e o irmão de Alan Scott, o que leva os dois heróis e o cão de Alan, Rinty, numa caçada para derrotar o vilão.

## Elenco
- Rin Tin Tin … "Rinty", conhecido como “The Lightning Warrior” pelos índios locais
- Frankie Darro … Jimmy Carter
- Hayden Stevenson … Carter
- George Brent … Alan Scott, agente que investiga Wolfman
- Pat O'Malley … Sheriff A. W. Brown
- Georgia Hale … Dianne
- Theodore Lorch … Pierre La Farge
- Lafe McKee … John Hayden
- Frank Brownlee … Angus McDonald
- Bob Kortman … Wells, capanga de Wolfman
- Dick Dickinson … Adams, capanga de Wolfman
- Yakima Canutt … Ken Davis e deputado
- Frank Lanning … Indio George/Jim
- Bertee Beaumont … Mulher pioneira
- Helen Gibson … Mulher pioneira

## Capítulos
1. Drums of Doom
2. The Wolf Man
3. Empty Saddles
4. Flaming Arrows
5. The Invisible Enemy
6. The Fatal Name
7. The Ordeal of Fire
8. The Man Who Knew
9. Traitor's Hour
10. Secret of the Cave
11. Red Shadows
12. Painted Faces

Fonte:

## Seriado no Brasil
The Lightning Warrior estreou no Brasil em 14 de setembro de 1933, no Cine Santa Cecília, em São Paulo, pelo Programa Serrador, sob o título “O Grande Guerreiro”.